# Station Kilcoole
Station Kilcoole is een treinstation in Kilcoole in het Ierse graafschap Wicklow. Het ligt aan de lijn Dublin - Rosslare. Kilcoole heeft een zeer beperkte dienstregeling. In de ochtend stoppen er twee treinen in de richting Dublin, aan het eind van de middag twee treinen uit Dublin.